# Diktys Krétský
Diktys, také Diktys z Kréty nebo Diktys Krétský, je údajným původcem řeckého románu o trojské válce, který vznikl v době císaře Nerona.
Podle úvodu tohoto mytologického románu byly na počátku zápisky, v nichž Kréťan Diktys vylíčil události jako přímý účastník války, doprovázející krétského krále Ídomenea a jeho druha Mériona. Z úvodu vyplývá, že zápisky byly psané fénickým jazykem a písmem, a za císaře Nerona se nalezly v rozvalinách Diktysova hrobu. Na přání císaře Nerona byly přeloženy do řečtiny a tento překlad převedl někdy ve 4. století do latiny jistý Lucius Septimius pod názvem Ephemeris belli Troiani (česky Deník trojské války).
Diktysův román je spolu s románovým dílem Darése Fryžského pramenem, o který se opírají středověké pověsti o trójské válce.